# El Valle de Altomira
El Valle de Altomira (anteriormente Puebla de Don Francisco) es un municipio español de la provincia de Cuenca, en la comunidad autónoma de Castilla-La Mancha. Está formado por las localidades de Garcinarro, Jabalera y Mazarulleque, y su población asciende a 205 habitantes (INE 2024).

## Historia
El municipio se creó en 1970 mediante la unión voluntaria de los municipios de Garcinarro, Jabalera y Mazarulleque, con la denominación «Puebla de Don Francisco», en recuerdo de Francisco Ruiz-Jarabo, ministro de Justicia durante la dictadura franquista y natural de Garcinarro.
El 27 de abril de 2010 cambió su denominación por la de «El Valle de Altomira».

## Demografía
El Valle de Altomira cuenta con una población de 205 habitantes (INE 2024).
| Gráfica de evolución demográfica de El Valle de Altomira entre 1970 y 2021 |
| |
| Población de derecho según los censos de población del INE Población de hecho según los censos de población del INEEn estos censos se denominaba Puebla de Don Francisco: 1970, 1981, 1991 y 2001 Entre el censo de 1970 y el anterior, aparece este municipio porque se fusionan los municipios Garcinarro, Jabalera y Mazarulleque |

Está formado por tres localidades: Garcinarro —la más poblada y capital municipal—, Jabalera y Mazarulleque.

## Patrimonio
Del siglo XVI destaca la iglesia renacentista de Garcinarro.
En 1998 se construyó una ermita llamada de San Sebastián, San Isidro y San Cayetano en Garcinarro. La ermita se construyó gracias a voluntarios del pueblo y a donaciones de las gentes. Se pueden divisar unos buenos parajes desde allí.
La fiesta se celebra el 9 de agosto (San Cayetano).

## Fiestas
San Isidro labrador. Es el patrón del pueblo, aún se sigue sacando el santo en procesión el día de la fiesta.
En agosto, en torno al día 15, las fiestas de la Virgen, Nuestra Señora del Sagrario, donde los jóvenes del pueblo se encargan de que estas fiestas sean de las más esperadas de toda la zona.